# Песецкий, Сергей
Серге́й Пясе́цкий, также Серге́й Миха́йлович Песе́цкий,  Се́ргиуш Пясе́цкий (пол. Sergiusz Piasecki, 1 апреля 1901, Ляховичи — 12 сентября 1964, Уэльс) — польский писатель, политический публицист, офицер разведки, солдат Армии Крайовой.
Песецкий писал о реалиях жизни на польско-советском пограничье и сатирически высмеивал «народную демократию».

## Биография
Родился в Ляховичах (ныне Брестская область, Белоруссия) в 1901 году. Он был незаконнорождённым ребёнком обедневшего обрусевшего польского шляхтича Михаила Песецкого и белорусской крестьянки Клавдии Кулакович.
Присоединился к белорусскому антисоветскому движению «Зеленый дуб», а в 1921 году к Литовско-Белорусской дивизии польского войска. Затем переехал в местечко Раков под Минском, которое в результате Рижского мирного соглашения стало польским пограничным пунктом и фактически столицей контрабандистов. На протяжении пяти лет Песецкий занимался контрабандой, одновременно выполняя на территории Белоруссии функции агента польской военной разведки.
В 1927 году польский суд осудил Песецкого за разбой на 15 лет тюрьмы. Именно там, через семь лет неволи, у заключённого проснулся литературный дар. Первый роман «Пятый этап», написанный в 1934 году, конфисковала тюремная цензура. Только автобиографический роман «Любовник Большой Медведицы», посвящённый «контрабандистскому» периоду жизни Сергея Песецкого, вышел в 1937 году за тюремные стены и был опубликован. Благодаря этому произведению, больной туберкулёзом автор не только получил мировую славу и известность (за два предвоенных года роман был переведён и издан на 11 языках мира), но и был досрочно освобождён из тюрьмы.
Во время Второй мировой войны Песецкий участвовал в формированиях Армии Крайовой на Виленщине, а в 1946 году эмигрировал сначала в Италию, потом в Великобританию. Ему пришлось расстаться с семьей, оставшейся в Польше. Песецкий писал до самой своей смерти от рака в 1964 году. Он был похоронен в Гастингсе.

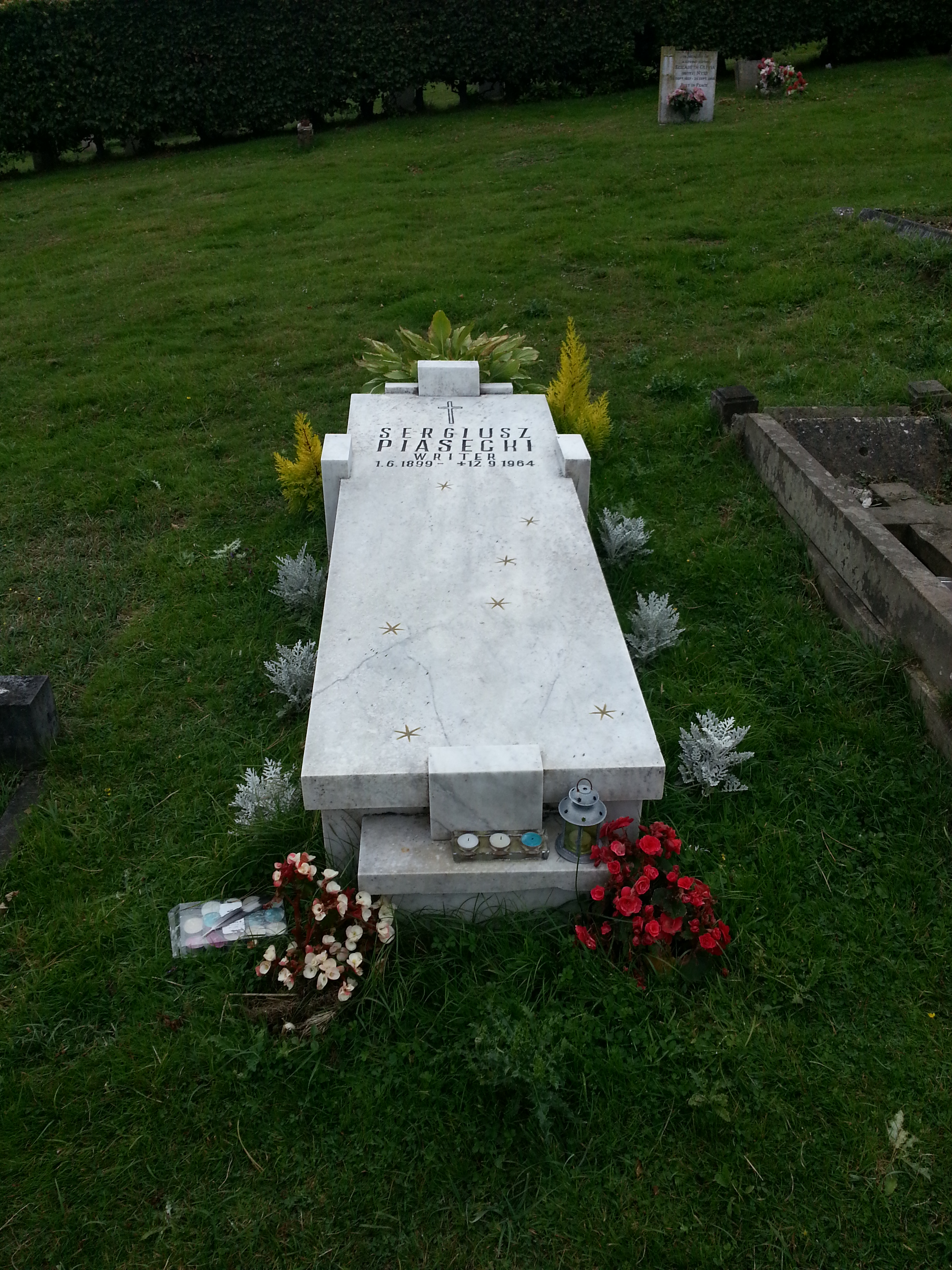
Могила Сергея Песецкого — кладбище в Гастингсе, Великобритания

## Литературное творчество
Его проза основывалась на наиболее экстремальных и приключенческих годах жизни: 12 романов, а также новеллы, киносценарии, публицистические статьи. По произведениям писателя снимались художественные фильмы и телевизионные сериалы.
- Piąty etap («Пятый этап») — автобиографическая повесть о работе агента разведки на советском пограничье (написана в тюрьме в 1934 году, впервые издана в 1938 г., издательство — Towarzystwo Wydawnicze "Rój").
- Kochanek Wielkiej Niedźwiedzicy («Любовник Большой Медведицы») — описание жизни контрабандистов на польско-советском пограничьи.
  - «Любовник Большой Медведицы» (Минск: Издательство «Регистр», 2014) — впервые вышедший на русском языке, перевод с польского[5].
- Ruda Ewa — роман (написан в тюрьме в 1936).
- Drogą pod ściankę (также Drogą pod mur) — автобиография с детских лет и молодости (написана в тюрьме в мае 1937 г.).
- Bogom nocy równi — продолжение «Пятого этапа» (1938, Towarzystwo Wydawnicze "Rój", переиздание: Гданьск, 1989, Towarzystwo Wydawnicze «Graf».
- Sto pytań pod adresem „obecnej” Warszawy — мемуары политические (изначально были приложением для еженедельника «Возрождение», написаны 27.04.1946, отдельно опубликованы в Риме в 1947 г.).
- Trylogia złodziejska, о среде преступников Минска Литовского в 1918—1919 гг (Рим, Instytut Literacki 1946—1947):
  - Jabłuszko 1946,
  - Spojrzę ja w okno... 1947,
  - Nikt nie da nam zbawienia... 1947.
- 7 pigułek Lucyfera — гротеск о первых годах Польши в послевоенные годы (Лондон, 1948).
- Strzęp legendy — новелла о судьбах в оккупации (Лондон, 1949).
- «Записки офицера Красной Армии»— oб oккупации Вильно и Лиды глазами советского военного, фактически едкая сатира на советскую пропаганду, армию и государство.
- Żywot człowieka rozbrojonego — судьба демобилизованного военного войны 1919–1921 гг (Лондон, B. Świderski 1962; первая версия произведения была написана в тюрьме в 1935 r.).
- Adam i Ewa — сложная любовь двух героев, вложенная в военную завируху на Виленщине в 1939 году (изначально выходил частями, 1963).
- Wieża Babel — цикл о годах оккупации и подпольной борьбы на Виленщине (оба тома изданы в Лондоне изд. Polska Fundacja Kulturalna в 1964 г.):
  - «Человек, превращённый в волка» (Минск: Издательство «Регистр», 2012) — деятельность в приграничных провинциях в 1939—1942 годах,
  - «К чести организации» (Минск: Издательство «Регистр», 2012) — деятельность в Армии Крайовой в 1942—1943 годах.
  - «Вавилонская башня» (Минск: Издательство «Регистр», 2015) — заключительная часть цикла.

### «Записки офицера Красной Армии»
«Записки офицера Красной Армии» — самый известный роман Песецкого, был написан в 1948 году в Великобритании. Его чаще издавали независимые издательства мира. Официально был запрещён в Польше до 1990 года. В «Записках» автор перевоплотился в советского офицера, рассуждал будто бы его категориями, примитивным языком, характерным, по мнению автора, для «хомо советикус». «Записки» являются одним из наиболее последовательных, бескомпромиссных примеров сатирического отображения античеловеческой сути тоталитарной советской системы. Самиздатовский перевод этой книги вызвал резонанс у публики. Роман получил множество отзывов, как положительных, так и негативных.